# Lista odcinków serialu Świat Raven
W artykule znajduje się lista odcinków serialu Świat Raven, oryginalnie stworzonego dla Disney Channel, emitowanego w Polsce na kanale ZigZap, a później także na Disney Channel.

## Serie
| Seria | Odcinki | Pierwsza premiera   | Ostatnia premiera |
| ----- | ------- | ------------------- | ----------------- |
| 1     | 21      | 17 stycznia 2003    | 5 marca 2004      |
| 2     | 22      | 3 października 2003 | 24 września 2004  |
| 3     | 35      | 1 października 2004 | 16 stycznia 2006  |
| 4     | 22      | 20 lutego 2006      | 10 listopada 2007 |

## Seria 1 (2003–2004)
- Ta seria liczy 21 odcinków.
- Rondell Sheridan jest nieobecny w pięciu odcinkach.
- T’Keyah Crystal Keymáh jest nieobecna w pięciu odcinkach.
- Anneliese van der Pol jest nieobecna w trzech odcinkach.

| Nr | Tytuł                    | Reżyseria          | Scenariusz                                 | Premiera         |
| -- | ------------------------ | ------------------ | ------------------------------------------ | ---------------- |
| 1  | Test of Friendship       | Rich Correll       | Bob Keyes Doug Keyes                       | 17 stycznia 2003 |
| 2  | Mother Dereast           | Lee Shallat-Chemel | Bob Keyes Doug Keyes                       | 17 stycznia 2003 |
| 3  | Party Animal             | Rich Correll       | Dava Savel                                 | 17 stycznia 2003 |
| 4  | Wake Up Victor           | Ken Ceizler        | Edward C. Evans Susan Sherman              | 17 stycznia 2003 |
| 5  | A Fish Called Raven      | Fred Savage        | Carla Banks Waddles                        | 24 stycznia 2003 |
| 6  | Smell of Victory         | Lee Shallat-Chemel | Laura Perkins-Brittain                     | 31 stycznia 2003 |
| 7  | Campaign in the Neck     | Sean McNamara      | Beth Seriff Geoff Tarson                   | 7 lutego 2003    |
| 8  | Saving Psychic Raven     | Sean McNamara      | Jeff Abugov Michael Feldman                | 21 lutego 2003   |
| 9  | The Parties              | Rich Correll       | Jeff Abugov Michael Feldman                | 28 lutego 2003   |
| 10 | Ye Olde Dating Game      | Matthew Diamond    | Michael Feldman                            | 28 marca 2003    |
| 11 | Dissin’ Cousins          | Rich Correll       | Susan Sherman                              | 10 kwietnia 2003 |
| 12 | Teach Your Children Well | Tony Singletary    | Beth Seriff Geoff Tarson                   | 2 maja 2003      |
| 13 | Driven to Insanity       | Matthew Diamond    | Dava Savel                                 | 30 maja 2003     |
| 14 | A Dog By Any Other Name  | Gerren Keith       | Michael Poryes Susan Sherman               | 20 czerwca 2003  |
| 15 | Saturday Afternoon Fever | Matthew Diamond    | Chip Keyes                                 | 11 lipca 2003    |
| 16 | A Fight at the Opera     | David Kendall      | Beth Seriff Geoff Tarson                   | 8 sierpnia 2003  |
| 17 | Psychics Wanted          | Sean McNamara      | Maria Espada                               | 22 sierpnia 2003 |
| 18 | If I Only Had a Job      | Rich Correll       | Carla Banks Waddles Laura Perkins-Brittain | 12 września 2003 |
| 19 | Escape Claus             | Matthew Diamond    | Carla Banks Waddles                        | 5 grudnia 2003   |
| 20 | Separation Anxiety       | Rich Correll       | Michael Poryes Susan Sherman               | 19 grudnia 2003  |
| 21 | To See Or Not To See     | Rich Correll       | Carla Banks Waddles                        | 5 marca 2004     |

## Seria 2 (2003–2004)
- Ta seria liczy 22 odcinków.
- T’Keyah Crystal Keymáh jest nieobecna w pięciu odcinkach.

| Nr | Tytuł                             | Reżyseria              | Scenariusz                              | Premiera             |
| -- | --------------------------------- | ---------------------- | --------------------------------------- | -------------------- |
| 22 | Out of Control                    | Gerren Keith           | Sarah Jane Cunningham Suzie V. Freeman  | 3 października 2003  |
| 23 | Don’t Have a Cow                  | Rich Correll           | Michael Carrington                      | 17 października 2003 |
| 24 | Run Raven Run                     | Rich Correll           | Marc Warren                             | 7 listopada 2003     |
| 25 | Clothes Minded                    | Sean McNamara          | Edward C. Evans                         | 1 stycznia 2004      |
| 26 | Four’s a Crowd                    | Rich Correll           | Michael Feldman                         | 30 stycznia 2004     |
| 27 | Hearts and Minds                  | Rich Correll           | Michael Feldman                         | 6 lutego 2004        |
| 28 | Close Encounters of the Nerd Kind | John Tracy             | Josh Lynn Danny Warren                  | 26 marca 2004        |
| 29 | That’s So Not Raven               | Sean McNamara          | Dennis Rinsler                          | 9 kwietnia 2004      |
| 30 | Blue in the Face                  | Sean McNamara          | Maisha Closson                          | 16 kwietnia 2004     |
| 31 | Spa Day Afternoon                 | Carl Lauten            | Dava Savel                              | 21 maja 2004         |
| 32 | Leave It to Diva                  | Donna Pescow           | Marc Warren                             | 28 maja 2004         |
| 33 | There Goes the Bride              | Erma Elzy-Jones        | Sarah Jane Cunningham Suzie V. Freeman  | 11 czerwca 2004      |
| 34 | Radio Heads                       | Rich Correll           | Dennis Rinsler                          | 25 czerwca 2004      |
| 35 | A Goat’s Tale                     | Debbie Allen           | Edward C. Evans                         | 2 lipca 2004         |
| 36 | He’s Got the Power                | John Tracy             | Dava Savel                              | 9 lipca 2004         |
| 37 | Skunk’d                           | Christopher B. Pearman | Sarah Jane Cunningham Suzie V. Freeman  | 16 lipca 2004        |
| 38 | The Dating Shame                  | Sean McNamara          | Edward C. Evans Michael Feldman         | 23 lipca 2004        |
| 39 | The Road to Audition              | Debbie Allen           | Beth Seriff Geoff Tarson                | 30 lipca 2004        |
| 40 | The Lying Game                    | Rich Correll           | Dennis Rinsler                          | 6 sierpnia 2004      |
| 41 | Numb and Number                   | Rondell Sheridan       | Michael Feldman Dava Savel              | 10 września 2004     |
| 42 | My Big Fat Pizza Party            | John Tracy             | Michael Carrington                      | 17 września 2004     |
| 43 | Shake, Rattle, and Rae            | Marc Warren            | Lanny Horn Sarah Watson Jason M. Palmer | 24 września 2004     |

## Seria 3 (2004–2006)
- Ta seria liczy 35 odcinków.
- T’Keyah Crystal Keymáh jest nieobecna w czternastu odcinkach i odchodzi od głównej obsady w odcinku „The Four Aces”.

| Nr    | Tytuł                          | Reżyseria              | Scenariusz                             | Premiera             |
| ----- | ------------------------------ | ---------------------- | -------------------------------------- | -------------------- |
| 44    | Psychic Eye for the Sloppy Guy | Rich Correll           | Marc Warren                            | 1 października 2004  |
| 45    | Stark Raven Mad                | Rich Correll           | Sarah Jane Cunningham Suzie V. Freeman | 22 października 2004 |
| 46    | Opportunity Shocks             | Rich Correll           | Dava Savel                             | 5 listopada 2004     |
| 47    | Taken to the Cleaners          | Rich Correll           | Michael Feldman                        | 19 listopada 2004    |
| 48    | Five Finger Discount           | Rich Correll           | Dennis Rinsler                         | 3 grudnia 2004       |
| 49    | Sweeps                         | Sean McNamara          | Dennis Rinsler                         | 11 grudnia 2004      |
| 50    | Double Vision                  | T’Keyah Crystal Keymah | Sarah Jane Cunningham Suzie V. Freeman | 17 grudnia 2004      |
| 51    | Bend It Like Baxter            | Rich Correll           | Dava Savel                             | 7 stycznia 2005      |
| 52    | The Big Buzz                   | Eric Dean Seaton       | Marc Warren                            | 28 stycznia 2005     |
| 53    | True Colors                    | Christopher B. Pearman | Michael Carrington                     | 4 lutego 2005        |
| 54    | Dog Day Aftergroom             | KC Lynn De Stefano     | Theresa Akana Stacee Comage            | 11 lutego 2005       |
| 55    | The Royal Treatment            | Christopher B. Pearman | Sarah Jane Cunningham Suzie V. Freeman | 18 lutego 2005       |
| 56    | Art Breaker                    | Gregory Hobson         | Josh Lynn Danny Warren                 | 25 lutego 2005       |
| 57    | Boyz 'N Commotion              | Debbie Allen           | Theresa Akana Stacee Comage            | 11 marca 2005        |
| 58    | Gettin’ Outta Dodge            | Rich Correll           | Edward C. Evans                        | 8 kwietnia 2005      |
| 59    | On Top of Old Oakey            | John Tracy             | Michael Feldman                        | 22 kwietnia 2005     |
| 60    | They Work Hard for His Honey   | Eric Dean Seaton       | Edward C. Evans                        | 29 kwietnia 2005     |
| 61    | Mind Your Own Business         | Eric Dean Seaton       | Dennis Rinsler                         | 13 maja 2005         |
| 62    | Hizzouse Party                 | Rich Correll           | Michael Carrington                     | 13 czerwca 2005      |
| 63    | Mismatch Maker                 | Fred Savage            | Edward C. Evans                        | 14 czerwca 2005      |
| 64    | Chef-Man and Raven             | Rich Correll           | Jim Reynolds Lanny Horn Sarah Watson   | 15 czerwca 2005      |
| 65    | When in Dome                   | Marc Warren            | Sarah Jane Cunningham Suzie V. Freeman | 16 czerwca 2005      |
| 66    | Too Much Pressure              | Rich Correll           | Dava Savel                             | 17 czerwca 2005      |
| 67    | Extreme Cory                   | Rich Correll           | Theresa Akana Stacee Comage            | 8 lipca 2005         |
| 68    | The Grill Next Door            | Sean McNamara          | Michael Feldman                        | 8 lipca 2005         |
| 69    | Point of No Return             | Rich Correll           | Dennis Rinsler                         | 23 lipca 2005        |
| 70/71 | Country Cousins                | Sean McNamara          | Michael Carrington                     | 29 lipca 2005        |
| 72    | Food for Thought               | Rich Correll           | Marc Warren                            | 18 września 2005     |
| 73    | Mr. Perfect                    | Rich Correll           | Michael Carrington                     | 7 października 2005  |
| 74    | Goin’ Hollywood                | Rich Correll           | Dennis Rinsler Marc Warren             | 4 listopada 2005     |
| 75    | Save the Last Dance            | Sean McNamara          | Marc Warren                            | 25 listopada 2005    |
| 76    | Cake Fear                      | Rondell Sheridan       | Theresa Akana Stacee Comage            | 16 grudnia 2005      |
| 77    | Vision Impossible              | Marc Warren            | David Brookwell Sean McNamara          | 6 stycznia 2006      |
| 78    | The Four Aces                  | Debbie Allen           | Michael Feldman                        | 16 stycznia 2006     |

## Seria 4 (2006–2007)
- Ta seria liczy 22 odcinków.
- Orlando Brown jest nieobecny w jednym odcinku.
- Rondell Sheridan jest nieobecny w siedmiu odcinkach.

| 79 | Raven, Sydney and the Man   | Rich Correll     | Marc Warren                                   | 20 lutego 2006      |
| 80 | Pin Pals                    | Rich Correll     | Dennis Rinsler                                | 24 lutego 2006      |
| 81 | Dues and Don’ts             | Rich Correll     | Theresa Akana Stacee Comage                   | 3 marca 2006        |
| 82 | Unhappy Medium              | Rich Correll     | Josh Lynn Danny Warren                        | 17 marca 2006       |
| 83 | Adventures in Boss Sitting  | Eric Dean Seaton | Jessica Lopez                                 | 24 marca 2006       |
| 84 | Hook Up My Space            | Rich Correll     | Michael Feldman                               | 31 marca 2006       |
| 85 | Driving Miss Lazy           | Eric Dean Seaton | Michael Carrington                            | 21 kwietnia 2006    |
| 86 | Be Prepared                 | Debbie Allen     | Marc Warren                                   | 12 maja 2006        |
| 87 | Juicer Consequences         | Rich Correll     | Michael Feldman                               | 24 czerwca 2006     |
| 88 | Sister Act                  | Marc Warren      | Michael Feldman                               | 8 lipca 2006        |
| 89 | Checkin’ Out                | Rich Correll     | Michael Carrington Dennis Rinsler Marc Warren | 28 lipca 2006       |
| Odcinek jest pierwszą częścią trzyodcinkowego crossoveru Nie ma to jak świat Hanny Montany, pomiędzy serialami Nie ma to jak hotel (część 2: sezon 2, odcinek 20) oraz Hannah Montana (część 3: sezon 1, odcinek 12). |                             |                  |                                               |                     |
| 90 | Fur Better or Worse         | Eric Dean Seaton | Deborah Swisher                               | 5 sierpnia 2006     |
| 91 | Mad Hot Cotillion           | Rich Correll     | Michael Carrington                            | 12 sierpnia 2006    |
| 92 | When 6021 Met 4267          | Eric Dean Seaton | Dennis Rinsler                                | 18 sierpnia 2006    |
| 93 | Soup to Nuts                | Rich Correll     | Michael Feldman Dennis Rinsler Marc Warren    | 25 sierpnia 2006    |
| 94 | Members Only                | Rich Correll     | Theresa Akana Stacee Comage                   | 15 września 2006    |
| 95 | The Ice Girl Cometh         | Rich Correll     | Al Sonja L. Rice                              | 22 września 2006    |
| 96 | Rae of Sunshine             | Eric Dean Seaton | Lanny Horn                                    | 6 października 2006 |
| 97 | The Dress is Always Greener | Eric Dean Seaton | Deborah Swisher                               | 25 listopada 2006   |
| 98 | Teacher’s Pet               | Rondell Sheridan | Al Sonja L. Rice                              | 15 stycznia 2007    |
| 99 | The Way We Were             | Eric Dean Seaton | Deborah Swisher Theresa Akana Stacee Comage   | 2 marca 2007        |
| 100 | Where There’s Smoke         | Eric Dean Seaton | Edward C. Evans                               | 10 listopada 2007   |